# 부르난큰돌고래
부르난큰돌고래 또는 부르난병코돌고래(Tursiops australis)는 오스트레일리아 빅토리아주에서 발견되는 병코돌고래의 일종이다. 2011년, 별도의 종으로 인정되었다. 크기 면에서 부르난큰돌고래는 다른 2종의 병코돌고래 사이에 들며, 약 150마리만이 두 지역에서 발견된다.

## 사진
- 오스트레일리아 빅토리아 주의 필립항 만에서 물살을 가르는 부르난큰돌고래
- 오스트레일리아 빅토리아 주의 필립항 만의 부르난큰돌고래
- 뛰어오르는 부르난큰돌고래
- 부르난큰돌고래

## 같이 보기
- 고래류의 종 목록
- 해양생물학